# Muricella crassa
Muricella crassa is een zachte koraalsoort uit de familie Acanthogorgiidae. De koraalsoort komt uit het geslacht Muricella. Muricella crassa werd in 1889 voor het eerst wetenschappelijk beschreven door Wright & Studer. 